# Stăpânul inelelor: Inelele puterii
Stăpânul inelelor: Inelele puterii (în engleză: The Lord of the Rings: The Rings of Power) este un serial de  televiziune fantastic american bazat pe romanul epic al lui J. R. R. Tolkien, Stăpânul inelelor și anexele sale. A fost creat de J. D. Payne și Patrick McKay pentru serviciul de streaming Amazon Prime Video.

## Premiza
Serialul are loc în legendariumul lui Tolkien, cu mii de ani înainte de Hobbitul și Stăpânul Inelelor de Tolkien, în A doua Eră a Pământului de Mijloc, și acoperă principalele evenimente din această perioadă: forjarea Inelelor Puterii, ascensiunea lui Sauron, povestea epică a orașului-insulă Númenor, Ultima Alianță a Elfilor și Oamenilor. Serialul este produs de Amazon Studios în colaborare cu Tolkien Estate, The Tolkien Trust, HarperCollins și New Line Cinema.
Amazon a cumpărat drepturile de autor pentru televiziune ale romanului Stăpânul Inelelor pentru 250 de milioane de dolari în noiembrie 2017, cu un angajament de producție de cinci sezoane în valoare de cel puțin 1 miliard de dolari americani. Acest lucru l-ar face cel mai scump serial de televiziune realizat vreodată.
Nepotul lui Tolkien, Simon Tolkien, a fost consultat cu privire la dezvoltarea serialului. Conform cerințelor acordului dintre Amazon și Tolkien Estate, serialul nu este o continuare a trilogiilor de filme Stăpânului Inelelor și Hobbitul.  În ciuda acestui acord, producția intenționează să evoce filmele folosind un design de producție similar, versiuni mai tinere ale personajelor din filme și o temă sonoră principală de Howard Shore, care a compus muzica pentru ambele trilogii. Bear McCreary a compus coloana sonoră a serialului. A fost angajată o mare distribuție internațională, iar filmările la primul sezon de opt episoade au avut loc în Noua Zeelandă, unde au fost produse filmele, din februarie 2020 până în august 2021. A existat o pauză de producție de câteva luni în acea perioadă din cauza pandemiei de COVID-19. Amazon a mutat producția pentru sezoanele viitoare în Regatul Unit, unde filmările pentru cel de-al doilea sezon au început în octombrie 2022. Sezonul 2 fusese comandat încă dinainte să înceapă filmările pentru primul sezon.
A avut premiera la 1 septembrie 2022, cu primele două episoade, despre care Amazon a declarat că a avut cei mai mulți spectatori la o premieră Prime Video. Restul primului sezon de opt episoade va fi transmis până la 14 octombrie. A primit recenzii în general pozitive de la critici, cu laude în special pentru cinematografie, imagini și partitura muzicală, dar și unele critici pentru ritmul său. 

## Distribuție și personaje
- Morfydd Clark în rolul Galadriel: o elfă războinică aflată în urmărirea lui Sauron pentru a preveni revenirea răului în Pământul de Mijloc.[7] Amelie Child-Villiers joacă rolul tinerei Galadriel.[8]
- Lenny Henry în rolul Sadoc Burrows: un bătrân hobbit.[7][9]
- Markella Kavenagh în rolul Elanor „Nori” Brandyfoot: o tânără hobbit în cautarea aventurii, fiica lui Marigold și Largo.[10][11]
- Robert Aramayo în rolul Elrond: un elf nemuritor, moștenitorul lui Eärendil.[7][11] Elrond este la început optimist, dar odată cu înaintarea în serial, devine tot mai închis.[12]
- Benjamin Walker în rolul Gil-galad: Marele Rege al Elfilor care stăpânește regatul din Lindon.[13] Personajul este meționat de Tolkien în Stăpânul Inelelor în poemul intitulat „Căderea lui Gil-galad”, iar acțiunile vor fi dezvoltate în serial. Personajul are „darul ciudat al previziunii. Este înaintea tuturor și simte pulsul ascensiunii răului.”[11]
- Ismael Cruz Córdova în rolul Arondir: un elf care simte o dragoste interzisă pentru Bronwyn din rasa oamenilor,[7] poveste de dragoste asemănătoare cu altele scrise de Tolkien precum Beren și Lúthien sau Aragorn și Arwen[12]
- Nazanin Boniadi în rolul Bronwyn: mamă și vindecătoare din rasa oamenilor care deține o farmacie în Tărâmurile de Miazăzi[7]
- Tyroe Muhafidin în rolul Theo: fiul lui Bronwyn[14]
- Charles Edwards în rolul Celebrimbor: Fierarul elf care făurește Inelele Puterii[7][11]
- Daniel Weyman în rolul străinului care cade din cer într-un meteorit în flăcări[10][15]
- Owain Arthur în rolul Durin al IV-lea: prințul gnomilor din orașul Khazad-dûm.[7] În fiecare zi, actorul petrecea trei ore la machiaj.[11]
- Charlie Vickers în rolul Halbrand: un bărbat care fuge de trecutul său și al cărui destin devine întrepătruns cu al lui Galadriel[7]
- Sophia Nomvete în rolul Disa: soția lui Durin și prințesa orașului Khazad-dûm.[7]
- Lloyd Owen în rolul Elendil: un navigator din Númenór, tatăl lui Isildur[16]
- Cynthia Addai-Robinson în rolul Míriel: regina regentă din Númenor,[16] un regat insular condus de oameni descendeți ai lui Elros, fratele vitreg al lui Elrond[17]
- Trystan Gravelle în rolul Pharazôn: un sfătuitor al reginei regente Míriel[16]
- Maxim Baldry în rolul Isildur: un navigator din Númenór care în cele din urmă devine războinic și rege.[7] Scenariștii au elaborat povestea lui Isildur mai mult decât Tolkien, Patrick McKay, unul dintre creatori, comparându-l cu Michael Corleone  interpretat de Al Pacino în filmul Nașul (1972).[12]
- Ema Horvath în rolul Eärien: Sora lui Isildur, personaj creat pentru serial.[16]
- Joseph Mawle în rolul Adar: liderul orcilor.[18]

## Episoade
| Nr. | Titlu                | Regizat de           | Scris de                                                 | Data lansării      |
| --- | -------------------- | -------------------- | -------------------------------------------------------- | ------------------ |
| 1 | „O umbră din trecut” | J. A. Bayona         | J. D. Payne & Patrick McKay                              | 1 septembrie 2022  |
| După înfrângerea lui Morgoth, elful Finrod a murit în căutarea lui Sauron. Sora lui Finrod, Galadriel, jură să continue căutarea și găsește o fortăreață abandonată la nord de Forodwaith care poartă semnul lui Sauron. Însoțitorii săi cer întoarcerea în capitala elfilor, Lindon, unde marele rege Gil-galad proclamă finalul războiului contra forțelor lui Morgoth. Regele îi permite lui Galadriel și însoțitorilor săi să plece spre Valinor unde vor petrece în pace viața eternă. La Miazăzi, elfii veghează asupra oamenilor în urma alianței celor două rase contra lui Morgoth. Unul dintre elfi, Arondir, are o relație apropiată cu Bronwyn, o vindecătoare din rasa oamenilor. Împreună, cei doi descoperă că satul Hordern a fost distrus. Fiul lui Bronwyn, Theo, descoperă o sabie ruptă care poartă semnele lui Sauron. Lângă Valinor, Galadriel decide să plece înapoi în căutarea lui Sauron și sare de pe vas în apele mării. Iar două fete din rasa hobbiților, Nori Brandyfoot și Poppy Proudfellow, descoperă un bărbat ciudat în interiorul craterului format de un meteorit. |                      |                      |                                                          |                    |
| 2 | „În derivă”          | J. A. Bayona         | Gennifer Hutchison                                       | 1 septembrie 2022  |
| Galadriel pleacă înot spre Pământul de Mijloc și întâlnește o plută pe care câțiva oameni supraviețuiseră după un naufragiu. Cu toții sunt atacați de un monstru marin și singurii care scapă sunt elfa și Halbrand, cel care povestește cum fugiseră de orci. El și Galadriel colaborează pentru a scăpa de furtună. Nori și Poppy nu vorbesc nimic despre străinul găsit căruia îi oferă mâncare și adăpost. El nu vorbește limba lor, dar se folosește de licurici și de magie pentru a indica faptul că este în căutarea unei constelații de stele pe care Nori nu o recunoaște. Arondir investighează tunelurile de sub Hordern și este capturat. Bronwyn revine în satul ei, Tirharad, unde un orc îi atacă pe Theo și pe ea. Îl omoară și folosind capul orcului, încearcă să-i convingă pe ceilalți săteni să fugă. Gil-galad îl trimite pe Elrond la Celebrimbor care vrea să făurească o nouă armă. Elrond sugerează să ceară ajutorul gnomilor și merge la prietenul său, prințul Durin al IV-lea, în Khazad-dûm. Durin este supărat că Elrond nu-l mai vizitase de 20 de ani, dar soția sa, Disa, îl convinge să-l asculte pe Elrond. |                      |                      |                                                          |                    |
| 3 | „Adar”               | Wayne Che Yip        | Jason Cahill & Justin Doble                              | 9 septembrie 2022  |
| Galadriel și Halbrand sunt găsiți de o corabie pe care căpitan era Elendil și care îi duce la Númenor, un regat insular condus de oameni. Relațiilee dintre insulă și elfi se răciseră, iar regina regentă Míriel nu-i îndeplinește cerința lui Galadriel de a primi o corabie pentru a reveni în Pământul de Mijloc. Galadriel descoperă alături de Elendil că semnul lui Sauron este de fapt o hartă spre Miazăzi unde se pun bazele noului tărâm al răului. Află de asemenea că Halbrand, care fusese încarcerat pentru că se luptase cu unii localnici, este regele de la Miazăzi. În timp ce hobiții se pregătesc de migrația sezonieră, străinul încearcă să citească harta stelelor. Pleacă alături de familia lui Nori, împingând căruța familiei după ce tatăl lui Nori se accidentează la picior. Arondir este capturat de orci și dus într-un lagăr de construcție unde trebuie să sape pasaje subterane prin care orcii să călătorească în timpul zilei. Într-o tentativă de evadare, mai mulți dintre elfii capturați sunt uciși. Arondir este dus la liderul orcilor, Adar, despre care elfii bănuiesc că este chiar Sauron, cu alt nume. |                      |                      |                                                          |                    |
| 4 | „Marele val”         | Wayne Che Yip        | Stephany Folsom, J. D. Payne & Patrick McKay             | 16 septembrie 2022 |
| Míriel are o viziune despre un val uriaș care distruge Númenor. Cancelarul Pharazôn încurajează dezacordul dintre númenórieni și elfi. Halbrand încearcă să-i manipuleze atât pe Galadriel, cât și pe Pharazôn. Míriel îi arată lui Galadriel viziunea cu distrugerea insulei. Galadriel o convinge pe Míriel să lupte contra orcilor la Miazăzi și încep pregătirile de război. Isildur și prietenii săi sunt goniți din Garda Mării, dar se alătură și ei între cei care se pregătesc de război. Adar pare să fie un elf care a trădat seminția sa. Îl eliberează pe Arondir care este trimis să ceară să se predea oamenilor care se refugiaseră la turnul elfilor. Gnomii au descoperit mithrilul, au păstrat secretul, dar Elrond descoperă mina. Regele Durin al III-lea îl trimite pe prințul Durin al IV-lea să descopere ce gânduri au elfii din Lindon. |                      |                      |                                                          |                    |
| 5 | „Împărțiri”          | Wayne Che Yip        | Justin Doble                                             | 23 septembrie 2022 |
| În timp ce o protejează pe Nori și pe ceilalți hobbiți de o haită de lupi, străinul folosește magia și se rănește la braț. Încercând să se vindece singur, îngheață prin magie apa în care introduce brațul, iar Nori încearcă să-l ajute, dar din greșeală intră în contact cu mintea străinului care o respinge speriat printr-un val de șoc. În Númenor, Galadriel îl convinge pe Halbrand să i se alăture în expediția spre Pământul de Mijloc după ce îi povestește bătăliile și înfrângerile contra lui Sauron. În același timp, Kemen, fiul lui Pharazôn, încearcă să distrugă corăbiile pregătite pentru expediție, crezând că Galadriel și Míriel vor fi considerate vinovate, iar Pharazôn va primi susținerea poporului și va devenit conducător. Însă este prins de Isildur care este răsplătit cu un loc în echipaj. La Lindon, Gil-galad îi dezvăluie lui Elrond pentru ce vrea să folosească mithrilul gnomilor, ca să poată extinde existența elfilor. Elrond îi transmite totul lui Durin și cei doi revin la Khazad-dûm pentru a-l convinge pe regele gnomilor. În Ținutul de Miazăzi, jumătate dintre localnici cedează cererilor lui Adar și i se alătură, crezând că el este Sauron. Theo îi arată sabia ruptă lui Arondir care își dă seama că aceasta este cheia privind cucerirea localnicilor de către Sauron. Ceilalți localnici se pregătesc de bătălia cu armata orcilor care se apropie. |                      |                      |                                                          |                    |
| 6 | „Udûn”               | Charlotte Brändström | Nicholas Adams, Justin Doble, J.D. Payne & Patrick McKay | 30 septembrie 2022 |
| Adar și armata orcilor atacă turnul de supraveghere care însă este părăsit de oameni. Arondir atacă de la distanță turnul care se prăbușește peste mulți dintre orci. Locuitorii satului se ascund într-o crâșmă și sărbătoresc victoria. Arondir îi dezvăluie lui Bronwyn că o iubește și promite că vor fi împreună după război. Bătălia începe, iar inițial localnicii par victorioși, dar de fapt victimele sunt ceilalți localnici care părăsiseră satul și trecuseră de partea lui Adar. Adevărata armată a orcilor atacă din întuneric și omoară mulți oameni, iar Bronwyn este rănită. Localnicii sunt înconjurați, iar Adar amenință cu uciderea lor dacă Arondir nu îi oferă bucata de sabie descoperită. Theo dezvăluie locul în care este ascunsă bucata. Armata din Númenor intră în sat și îi ucide pe orci. Adar încearcă să scape, dar este urmărit de Galadriel și Halbrand care îl prind și îl interoghează, aflând că are origini din Moriondor sau Uruk, zonă a elfilor cucerită de Morgoth și transformată în întuneric. Halbrand este numit rege al Ținutului de Miazăzi în uralele localnicilor. Theo descoperă că bucata de sabie a dispărut. Waldreg, conducătorul trădătorilor din sat, a luat-o și o pune într-un locaș special, ducând la schimbarea completă a cursurilor apelor din Miazăzi și a erupției Muntelui de Foc.                                                              |                      |                      |                                                          |                    |
| 7 | „Ochiul”             | Charlotte Brändström | Jason Cahill                                             | 7 octombrie 2022   |
| Satul este ars după erupția muntelui. Regina regentă Miriel și-a pierdut văzul, iar Isildur este dispărut. Halbrand este rănit, iar Galadriel pleacă alături de el spre Lindon ca să găsească ierburile tămăduitoare. În tabăra hobbiților, străinul încearcă să aducă la viață un măr putrezit, dar după ce o creangă este aproape să o omoare pe Nori, străinul este alungat de Sadoc, liderul Harfootsilor. Totuși, a doua zi toți copacii din zonă reînviaseră. Un trio misterios ajunge la tabără în căutarea străinului și dă foc caravanelor, iar un grup de Harfootsi pleacă în căutarea străinului ca să-l avertizeze. Durin al IV-lea îl conduce pe Elrond în mină în căutarea mithrilului, dar regele Durin al III-lea îi găsește și îl alungă pe Elrond, iar pe fiul său în dezmoștenește. Fără să știe, gnomii au trezit în subteran un Balrog. Adar schimbă numele tărâmului de Miazăzi în Mordor. |                      |                      |                                                          |                    |
| 8 | „Aliaje”             | Wayne Che Yip        | Gennifer Hutchison, J. D. Payne & Patrick McKay          | 14 octombrie 2022  |
| Galadriel și Halbrand, rănit, ajung la Eregion. Halbrand îi dă lui Celebrimor ideea de a face un aliaj între mithril și alte metale ca să-i mărească forța. Galadriel este suspicioasă și cercetează istoricul ținutului de Miazăzi. La Răsărit, Străinul se întâlnește cu misteriosul trio care i se închină cu titlul „Lord Sauron”. Nori și ceilalți hobbiți fură sceptrul magic al liderului grupului, cu prețul vieții lui Sadoc, iar Străinul folosește sceptrul ca să-i alunge pe cei trei, astfel că hobbiții își dau seama că el nu este Sauron, ci un vrăjitor. Galadriel îl ia la întrebări pe Halbrand care recunoaște că nu este regele de la Miazăzi, ci chiar Sauron. După un conflict între cei doi, Sauron scapă și fuge spre Mordor. Celebrimor, Elrond și Galadriel făuresc cele Trei Inele ale Elfilor. Nori părăsește grupul său alături de Străin care, neștiind drumul, o sfătuiește pe hobbită ca, atunci când ai îndoieli, „întotdeauna urmează-ți nasul”. |                      |                      |                                                          |                    |